# Jelena Zadorozjnaja
Jelena Anatoljevna Zadorozjnaja (ryska: Елена Аңатольевна Задорожная), född den 3 december 1977 i Ustkut i Ryska SSR, är en rysk friidrottare som tävlar i medeldistanslöpning och i hinderlöpning.
Zadorozjnajas genombrott kom när hon blev bronsmedaljör vid inomhus-VM 2001 på 3 000 meter. Senare samma år blev hon sexa på 5 000 meter vid VM i Edmonton. Under 2002 blev hon bronsmedaljör både vid inomhus-EM på 3 000 meter och utomhus-EM på 5 000 meter. 
Vid VM 2003 deltog hon både på 1 500 meter där hon slutade åtta och på 5 000 meter där hon blev fyra. Hon deltog även på 5 000 meter vid Olympiska sommarspelen 2004 där hon åter blev fyra.
Vid VM 2005 deltog hon på 3 000 meter hinder och blev där sexa.

## Personliga rekord
- 1 500 meter - 3.59,94
- 3 000 meter - 8.25,40
- 5 000 meter - 14.40,47
- 3 000 meter hinder - 9.32,41